# Marin Nicolau
Marin Nicolau-Golfin (n. 17 mai 1914, Iași - d. 6 iulie 1996, Geneva) a fost un poet, prozator, dramaturg, istoric de artă și eseist român.

## Biografie
A absolvit Facultatea de Litere și Filosofie din București și pe cea de drept,a fost  doctor în științe istorice.
A fost funcționar în Ministerul Afacerilor Străine, cadru didactic la Universitatea din București - asistent al profesorului Petre Constantinescu-Iași la catedra de istoria artei,    cercetător științific la Institutul de istoria artei, unde a susținut tezele marxiste. În anii ’80 s-a stabilit la Geneva unde a fondat editura Drum Românesc în anul 1985. A debutat în Timpul (1938). A colaborat la: Săptămâna, Contemporanul, Cuvântul românesc. Cele două volume de istoria artei apărute sub semnătura sa, criticate dar și apreciate,  au fost reeditate de mai multe ori, lipsind volume asemănătoare traduse sau originale.
După 1989 publică în România volume de versuri, de teatru și romane. 

## Scrieri
- Pictorul Barbu Iscovescu 1816 - 1854, Editura Cultura Poporului, București, 1939
- Manual de Istoria artei, Editura didactică și pedagogică, București, VOL I și II, 1967, reeditare de 6 ori[2]
- Amedeo Preziosi, Editura Meridiane, București, 1976
- 1877 în imagini, Editura Sport, București, 1977
- Gând românesc, (versuri), Jon Dumitru Verlag, München, 1982;
- Cântec românesc,. Poeme din exil, Jon Dumitru Verlag, München, 1983;
- Drum românesc, Jon Dumitru Verlag, München, 1985;
- Presence de la spiritualite israelite dans le processus de la creation plastique au service de la Roumanie moderne (1821-1944), Drum Românesc, Geneva, 1985
- Fata senatorului Tiberiu, roman, 1993

- Fața pământului, roman, 1994
- Suflet românesc, Jon Dumitru Verlag, München,
- Frumoasa grădinăriță, teatru, 1992;
- Stella Alba, roman, 1992
- K2K3,misiune secreta în Romania, ficțune,1989
- Condiția valahă, Stele cad, stele se ridică, roman. două volume, 1995

- Ceața, teatru,  Editura tehnică agricolă, București, 1996